# آنتونیو استلیتانو
آنتونیو استلیتانو (انگلیسی: Antonio Stelitano؛ زادهٔ ۲۲ اکتبر ۱۹۸۷) بازیکن فوتبال است.
از باشگاه‌هایی که در آن بازی کرده‌است می‌توان به باشگاه فوتبال مسینا اشاره کرد.